# Mitch Mitchell
John Mitch Mitchell (9. července 1947, Ealing, Anglie – 12. listopadu 2008) byl britský bubeník, který se proslavil hlavně jako člen skupiny The Jimi Hendrix Experience.
K bicím se dostal na umělecké škole, kde poznal mnoho bubeníků. Začal zaskakovat v kapelách Johnny Kidd and The Pirates a Screaming Lord Sutch. Později hrál profesionálně se skupinami Riot Squad a Pretty Things. Po telefonátu s manažerem Jimi Hendrixe, se Mitch spolu s Noelem Reddingem dostal k Hendrixovi a vznikl základ skupiny The Jimi Hendrix Experience. Původně mělo jít jen o turné po Francii, nebyl ale důvod k rozchodu muzikantů a tak skupina vznikla už oficiálně.
V roce 1969 Mitch od Hendrixe odešel a po krátké existenci kapely Band of Gypsys s Buddym Milesem se k němu znovu vrátil. S Hendrixem hrál až do jeho smrti v roce 1970.
Poté Mitchell hostoval hudebníkům na nahrávkách a žil střídavě v USA a Anglii. Zemřel 12. listopadu 2008 ve věku 61 let uprostřed vzpomínkového Hendrix Experience tour. Byl posledním žijícím členem ze sestavy Jimi Hendrix Experience.
Mitch Mitchell hrával na bicí Ludwig a činely Avedis Zildjian. Koncem 80. let hrál při bubenických Drum Workshopech na soupravu Yamaha s činely Paiste.

## Diskografie
- 1967: Jimi Hendrix – Are You Experienced
- 1968: Jimi Hendrix – Axis: Bold as Love
- 1968: Jimi Hendrix – Electric Ladyland
- 1969: Martha Velez – Fiends and Angels
- 1971: Jimi Hendrix – The Cry Of Love
- 1971: Jimi Hendrix – Rainbow Bridge
- 1972: Jimi Hendrix – War Heroes
- 1972: Ramatam – Ramatam
- 1973: Ramatam – In April Came the Dawning of the Red Suns (Did not perform on this album)
- 1980: Roger Chapman – Mail Order Magic
- 1986: Greg Parker – Black Dog
- 1998: Junior Brown – Long Walk Back
- 1999: Bruce Cameron – Midnight Daydream